# Meansville
Meansville é uma cidade localizada no estado americano de Geórgia, no Condado de Pike.

## Demografia
Segundo o censo americano de 2000, a sua população era de 192 habitantes.
Em 2006, foi estimada uma população de 189, um decréscimo de 3 (-1.6%).

## Geografia
De acordo com o United States Census Bureau tem uma área de 1,4 km², dos quais 1,4 km² cobertos por terra e 0,0 km² cobertos por água.

## Localidades na vizinhança
O diagrama seguinte representa as localidades num raio de 16 km ao redor de Meansville.